# Stottie cake

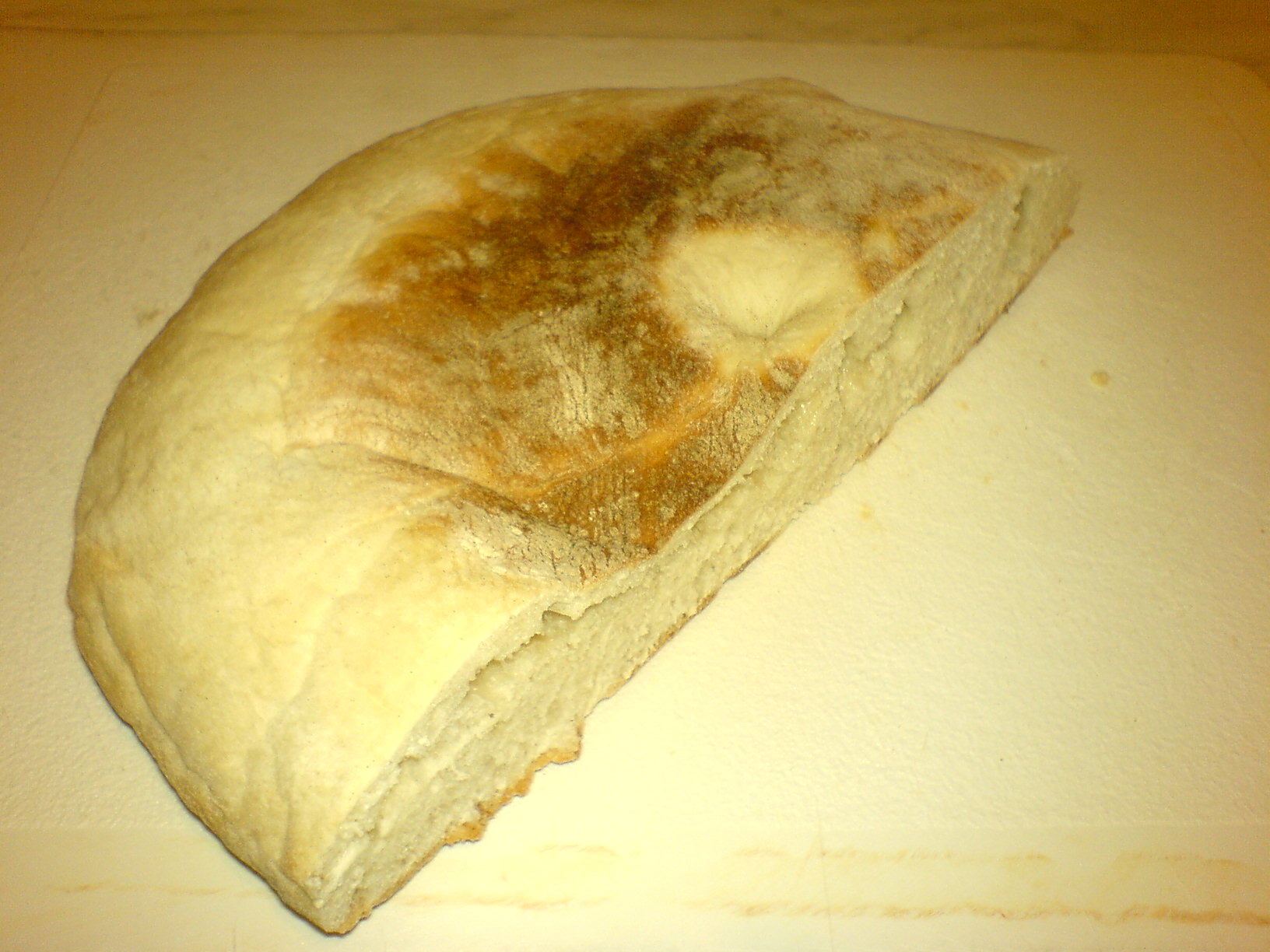
Un stotty cortado por la mitad.

El stottie cake o stotty es un tipo de pan producido en el nordeste de Inglaterra. Es un pan plano y redondo (normalmente de unos 30 cm de diámetro y 4 de alto), con una hendidura en el centro practicada por el panadero. Aunque lleva levadura, su sabor y textura en boca es pesada y recuerda mucho a la masa.
Los stotties tienden a tomarse cortados y rellenos, siendo común el empleo de jamón y pease pudding, pero también panceta, huevo y salchicha. La textura pesada del pan le da su nombre: stott es jerga geordie para ‘rebotar’, porque si se deja caer podría (en teoría) rebotar.
Aunque originarios del noreste, los stotties pueden encontrarse en la mayoría de Gran Bretaña. Los que se venden en supermercados tienden a parecerse a los originales solo en la forma, siendo más ligeros y quebradizos.
En algunas partes del norte de Inglaterra, especialmente en Bishop Auckland y alrededores, algunos fish and chips vendían un plato llamado stottie dip, que se elabora tomando una porción de stottie cake y mojándola en una sopa o gravy hecho con ternera picada o rabo de buey. El stottie absorbe la salsa sin desintegrarse, formando un plato rápido caliente muy barato.
Otra versión del pan, el fadgie, se encontraba en la cercana Middlesbrough. Se hacía de forma muy parecida al stottie, pero era más largo y grueso, y tenía forma rectangular.